# 国鉄7200形蒸気機関車
7200形は、かつて日本国有鉄道の前身である鉄道院、鉄道省に在籍した蒸気機関車である。
本形式には、鉄道国有法により北海道炭礦鉄道から引き継いだ7200 - 7224と、戦時買収により北海道鉄道（2代）から引き継いだ7225 - 7227の2種があるが、両者の間には米ボールドウィン社製の車軸配置2-6-0(1C)形テンダー機関車であるという以外に共通性はなく、後者は寸法的にはむしろ7950形に近く、明らかに誤定である。鉄道省編入の際に7225形とされたとの説もあるが、公式記録でもすべて7200形に編入するよう処理されており、訂正もされていない。本項では、両者について記述するが、便宜的に前者を第1種、後者を第2種と称することとする。

## 第1種（7200 - 7224）

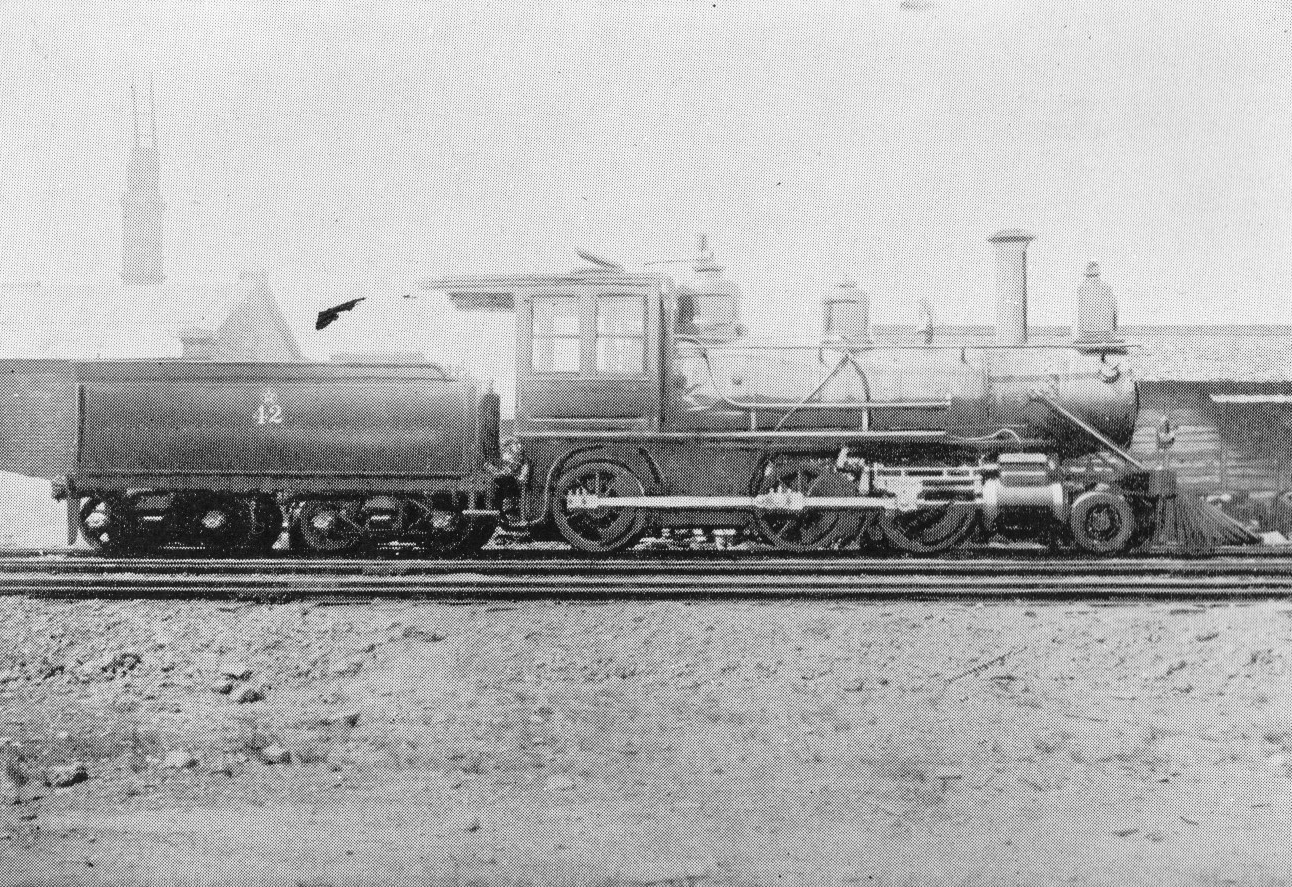
北海道炭礦鉄道42（後の鉄道院7200形）

### 概要
北海道炭礦鉄道が、7170形の使用結果を基にその改良版としてアメリカのボールドウィン社で製作されたもので、1890年（明治27年）から1897年（明治30年）までの間に5回にわたって計25両が輸入された。
当初導入された11 - 14はC形と称し、後に7170形とともにロ形と称された。1891年以降導入されたものについてはF形と称し、後にホ形と称したが、ロ形に分類された11 - 14についても、後年ホ形に編入されている。
製造年次及び製造番号、番号は次のとおりである。
- 1890年（4両） : 11 - 14（製造番号11203 - 11206）
- 1891年（6両） : 19 - 24（製造番号12063, 12069, 12076, 12080, 12081, 12083）
- 1894年（2両） : 28, 29（製造番号13969, 13970）
- 1896年（5両） : 33 - 37（製造番号15024 - 15027, 15073）
- 1897年（8両） : 39 - 46（製造番号15145 - 15150, 15164, 15165）

### 構造
メーカー規格は、形式ロと同じ8-22Dと称し、2-6-0(1C)形の車軸配置や第2・第3動輪間にボイラー火室を配してその動輪間隔が大きく開いた形態など共通点も多いが、ボイラーは形式ロがストレートトップ形であるのに対しワゴントップ形で、蒸気ドームも火室上に移っている。テンダー（炭水車）は形式ロが片ボギー式の3軸であるのに対し、本形式ではボギー台車2個を装備する4軸式であるなど相違点も多い。
1890年製の4両は、火の粉止めを内蔵したダイヤモンド形の大型煙突を装備し、煙室が短い形態であったが、1891年製以降はストレート形のパイプ煙突と延長形の煙室を装備して落成しており、初期の4両についても、後年、同様の形態に改装されている。

### 主要諸元
- 全長 : 13,519mm
- 全高 : 3,708mm
- 軌間 : 1,067mm
- 車軸配置 : 2-6-0(1C)

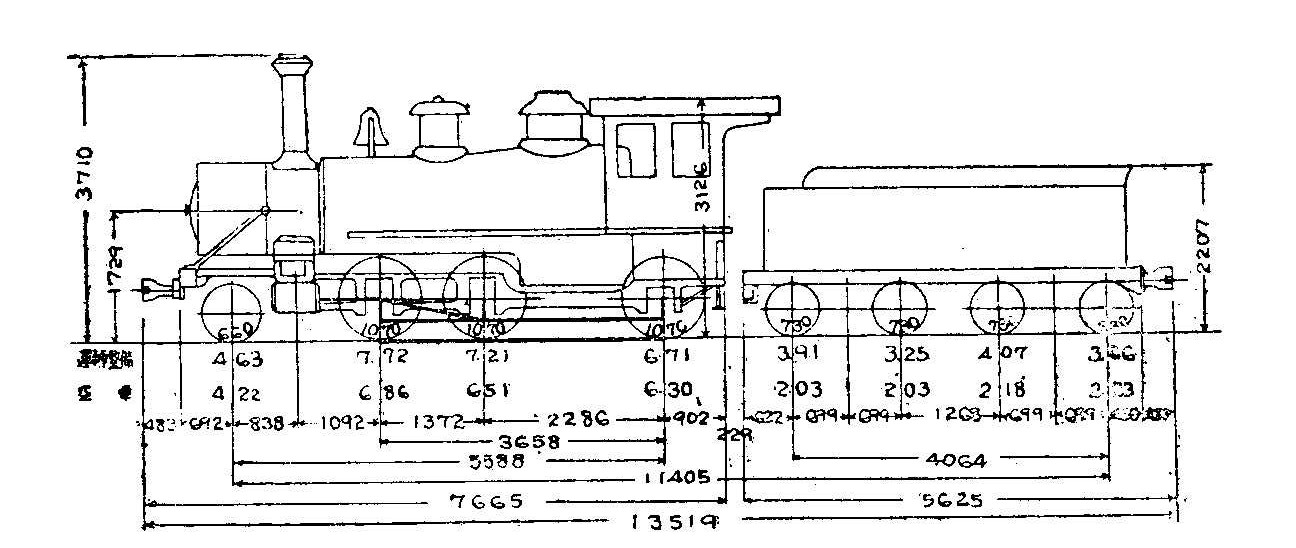
形式図

- 動輪直径 : 1,067mm(3ft6in)
- 弁装置 : スチーブンソン式アメリカ形
- シリンダー（直径×行程） : 356mm×457mm
- ボイラー圧力 : 9.9kg/cm2
- 火格子面積 : 1.06m2
- 全伝熱面積 : 69.4m2
  - 煙管蒸発伝熱面積 : 56.4m2
  - 火室蒸発伝熱面積 : 13.0m2
- ボイラー水容量 : 2.2m3
- 小煙管（直径×長サ×数） : 45mm×2,508mm×161本
- 機関車運転整備重量 : 26.27t
- 機関車空車重量 : 23.89t
- 機関車動輪上重量（運転整備時） : 21.64t
- 機関車動輪軸重（第1動輪上） : 7.72t
- 炭水車運転整備重量 : 14.89t
- 炭水車空車重量 : 8.47t
- 水タンク容量 : 4.7m3
- 燃料積載量 : 2.84t
- 機関車性能
  - シリンダ引張力 : 3,880kg (11 - 14)
- ブレーキ装置 : 手ブレーキ（炭水車のみに作用）

### 経歴
25両が製造された本形式は、北海道炭礦鉄道の主力機として使用された。国有化後の1909年に実施された鉄道院の車両形式称号規程では7200形（7200 - 7224）に改められたが、機関車番号と現車の製造番号の関係は大きく乱れていた。これは、北海道炭礦鉄道が検査効率の向上のためボイラー部と走行部の検査を別々に行い、相互の振替えが日常的に行なわれていた7100形と同様の事情によるものである。
国有化後の配置は北海道全域に渡っており、1913年（大正2年）4月現在の配置状況は、7203, 7204が網走、7205, 7212, 7222が歌志内、7206が倶知安、7207が留萠、7211, 7214が夕張、7215, 7221が岩見沢、7216, 7223が池田、7218が野付牛である。これらの他、7202, 7209が手宮、7208が旭川、7210が追分、7217が札幌、7224が池田で入換用として使用されており、7200, 7219が建設事務所に貸し出されていた。7201, 7213, 7220は工場へ入場中であった。
1923年（大正12年）1月末時点では、入換用と建設事務所に貸出されているものがほとんどで、7206, 7209 - 7214, 7218の8両が手宮で、7215が札幌で、7220が野付牛で入換用となっており、7200，7203, 7205, 7207, 7208, 7217, 7219の7両が建設事務所貸出となっており、営業用としては釧路の7204ただ1両である。7201が帯広製糖、7216が北海道炭礦汽船に貸し渡されていたほか、7202が工場入場中、7221, 7222の2両が1920年（大正9年）に仙台鉄道局へ転出しており、7223と7224はそれぞれ1921年（大正10年）と1919年（大正8年）に定山渓鉄道へ払下げられている。
1933年（昭和8年）6月末時点では、7200 - 7209が建設事務所に貸し渡されており、7216, 7212が札幌で入換え用、7210, 7212, 7213が札幌で休車となっている。7221, 7222の2両は熱海建設事務所に所属し、丹那トンネル西口で建設用に使用されていたのが特筆される。これ以前の1923年には7220が定山渓鉄道、1930年と1932年には7218と7211が北見鉄道に払下げられており、7215, 7216, 7217の3両が1931年に廃車となっている。7200 - 7209については太平洋戦争後まで残り、7200と7209が琴似、それ以外が五稜郭に配置されていたが、1946年（昭和21年）にすべて除籍された。

### 譲渡
民間への払下げは、1919年に定山渓鉄道へ移った7224を皮切りに、12両が譲渡されている。これらのうち、樺太庁鉄道に移った2両（7216, 7219）は、南樺太の内地編入にともなって1943年に再び鉄道省籍となったが、戦後はソ連に接収され、その後の消息は不明である。
- 7201（1947年） - 常総鉄道（2-6-4(1C2)形タンク機関車に改造）1 → 1950年廃車
- 7205（1952年） - 寿都鉄道 → 1958年廃車
- 7211（1932年） - 北見鉄道 → 1939年廃止後、外地に売却。以後不明
- 7212（1935年） - 大和鉱業浦幌炭礦専用鉄道 → 雄別炭礦鉄道（1936年移管） → 同・尺別鉄道（1949年） → 1950年休車 → 1952年廃車
- 7216（1939年） - 樺太庁鉄道 → 鉄道省（1943年） → 戦後不明
- 7218（1930年） - 北見鉄道 → 1939年廃止後、外地に売却。以後不明
- 7219（1939年） - 樺太庁鉄道 → 鉄道省（1943年）→戦後不明
- 7220（1923年） - 定山渓鉄道 → 1950年廃車
- 7221（1935年） - 大和鉱業浦幌炭礦専用鉄道 → 雄別炭礦鉄道（1936年移管） → 同・尺別鉄道（1942年） → 1949年休車 → 運輸工業専用線（桑園）1（1952年） → 1962年廃車
- 7222（1935年） - 大和鉱業浦幌炭礦専用鉄道 → 雄別炭礦鉄道（1936年） → 1950年廃車
- 7223（1921年） - 定山渓鉄道 → 寿都鉄道（1951年） → 1953年廃車
- 7224（1919年） - 定山渓鉄道 → 寿都鉄道（1951年） → 1952年廃車

## 第2種（7225 - 7227）

### 概要（第2種）
北海道鉄道（2代）が1925年（大正14年）にボールドウィン社で3両を製造したもので、1943年（昭和18年）に同社が戦時買収されたことにより、鉄道省籍を得たものである。前述したように、第1種とは全くの別物であり、メーカー規格では8-28Dで、これは旧九州鉄道の8000形、旧鉄道作業局の8100形と同クラスである。日本に輸入されたボールドウィン製の蒸気機関車としては、最後に位置するものである。
北海道鉄道では、7 - 9と称した。

### 構造（第2種）
ボイラーはストレートトップ形で、蒸気ドームも第2缶胴上にある。車軸配置は第1種と同じ2-6-0(1C)であるが、第1種の特徴である離れた第2・第3動輪といった特徴もない。機関車自体もかなり大型である。

### 主要諸元（第2種）
- 全長 : 16,230mm
- 全高 : 3,842mm
- 軌間 : 1,067mm
- 車軸配置: 2-6-0(1C)
- 動輪直径 : 1,219mm(4')
- 弁装置 : ワルシャート式
- シリンダー（直径×行程） : 432mm×556mm
- ボイラー圧力 : 12.0kg/cm2
- 火格子面積 : 1.5m2
- 全伝熱面積 : 98.7m2
  - 煙管蒸発伝熱面積 : 89.2m2
  - 火室蒸発伝熱面積 : 9.5m2
- 小煙管（直径×長サ×数） : 51mm×3200mm×176本
- 機関車運転整備重量 : 39.98t
- 機関車空車重量 : 36.28t
- 機関車動輪上重量（運転整備時） : 34.02t
- 機関車動輪軸重（動輪上均等） : 11.34t
- 炭水車運転整備重量 : 26.09t
- 水タンク容量 : 9.9m3
- 燃料積載量 : 5.8t
- 機関車性能
  - シリンダ引張力 : 8,730kg
- ブレーキ装置 : 手ブレーキ、蒸気ブレーキ

### 経歴（第2種）
国有化後は小樽築港に転じて入換用とされ、1948年（昭和23年）に廃車となった。そのうち7225は、日曹炭鉱天塩砿業所に貸し渡された後、1954年（昭和29年）に正式に払下げられ、7228と改番のうえ使用されたが、その理由は不明である。同機は、1958年（昭和33年）に廃車となった。